# Mlecz kolczasty
Mlecz kolczasty (Sonchus asper) – gatunek rośliny należącej do rodziny astrowatych. Jest szeroko rozprzestrzeniony na półkuli północnej. Rodzimy obszar jego występowania obejmuje Europę i dużą część Azji i Afryki. Ponadto rozprzestrzenił się gdzieniegdzie poza obszarem swojego rodzimego występowania. W Polsce jest pospolity na niżu, także w górach.

## Morfologia

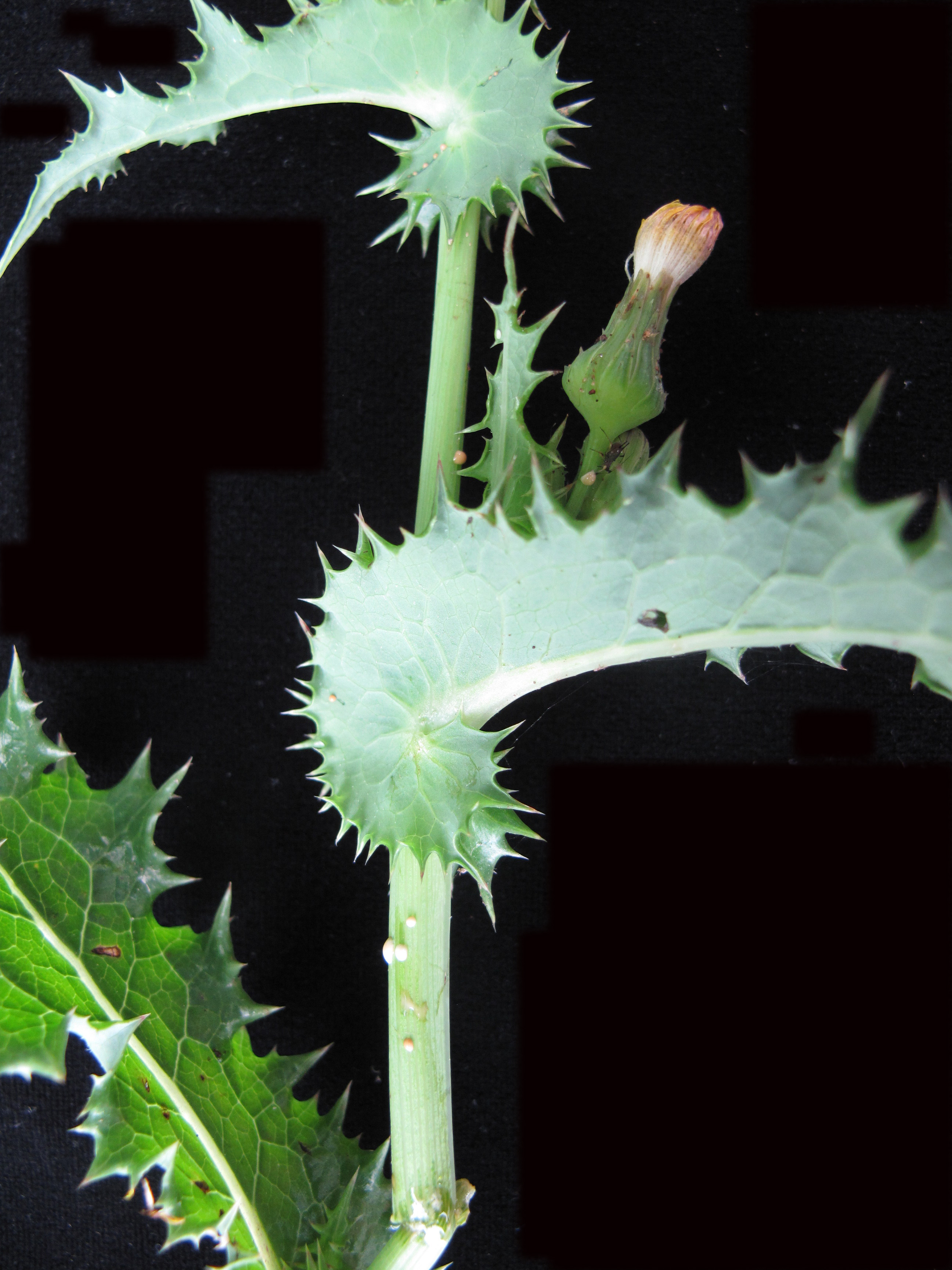
Łodyga i liście

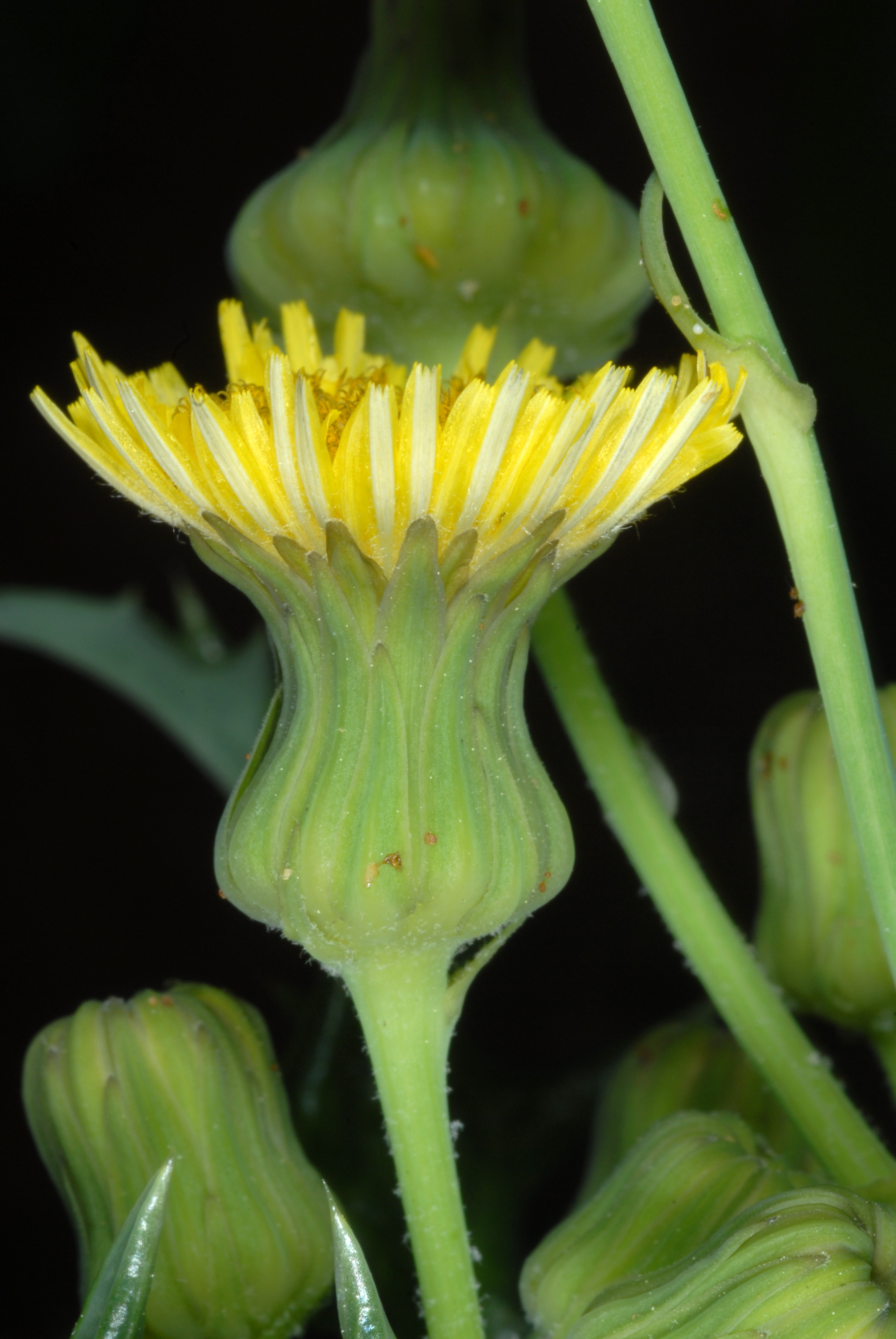
Kwiatostan

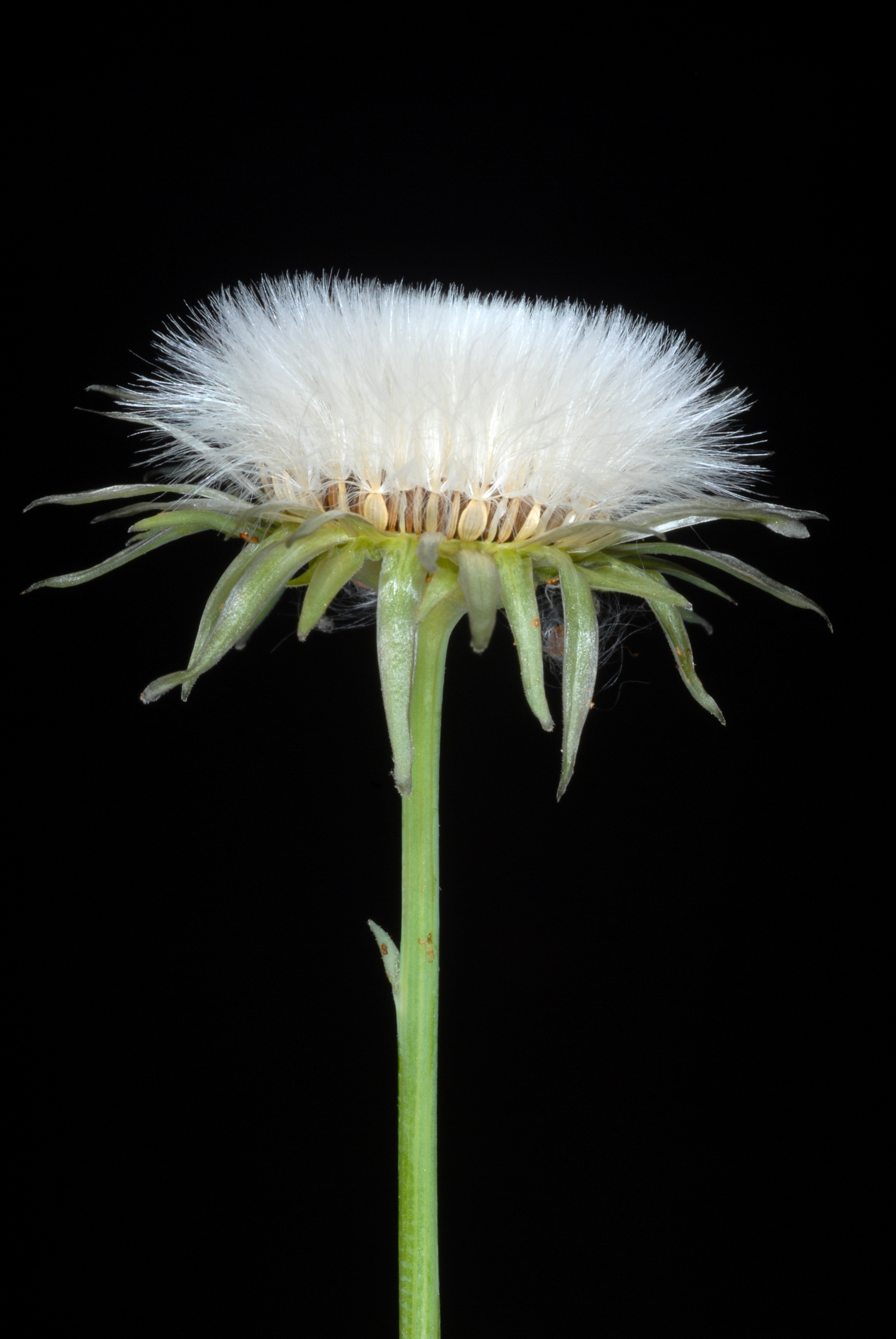
Owoce

ŁodygaRozgałęziona, wewnątrz pusta, wzniesiona.
LiścieCiemnozielone, błyszczące i twarde. Zazwyczaj niepodzielone, na brzegach kolczasto ząbkowane. U nasady zaokrąglone uszka. Dolne liście często ogonkowe, górne obejmujące łodygę.
KwiatyKoszyczki składają się tylko z kwiatków języczkowatych, zebrane w luźne grono.
OwoceZ trzema podłużnymi żeberkami.

## Biologia i ekologia
Roślina jednoroczna. Kwitnie od czerwca do października. Porasta ogrody, pola, wysypiska, drogi, nieużytki, żyzne gleby, bogate w azot. Często traktowany jako uciążliwy chwast. W klasyfikacji zbiorowisk roślinnych gatunek charakterystyczny dla związku (All.) Chenopodio-Polygonum.